# Spilomicrus compressus
Spilomicrus compressus är en stekelart som beskrevs av Thomson 1858. Spilomicrus compressus ingår i släktet Spilomicrus, och familjen hyllhornsteklar. Arten är reproducerande i Sverige.